# HD22136
HD22136 — хімічно пекулярна зоря спектрального класу B8, що має видиму зоряну величину в смузі V приблизно  6,9.
Вона  розташована на відстані близько 715,3 світлових років від Сонця.

## Пекулярний хімічний вміст
Зоряна атмосфера GSC3317-354 має підвищений вміст 
Si
.